# パリFC
パリFC（Paris Football Club (フランス語発音: [paʁi]）は、フランスのサッカークラブ。パリのスタッド・ジャン=ブーアンに拠点を置く。2025-26シーズンからリーグ・アンに所属している。

## 歴史
1960年代のパリにはラシン・パリ、レッドスターFC93、スタッド・フランセ、アスレチック・パリなどのクラブが存在したが、1969年には降格や解散などでディヴィジョン・アン（1部）所属のクラブがなくなった。首都にビッグクラブを作るべくパリFCが1969年に創設され、翌年にはスタッド・サンジェルマンと合併してパリ・サンジェルマンFCとなり、1971-72シーズン終了後にディヴィジョン・アン昇格を決めた。しかし、スタッド・サンジェルマンはパリ西部近郊サン＝ジェルマン＝アン＝レーに所在したクラブであり、パリ市がパリ・サンジェルマンFCへの資金援助を渋ったため、1972年にクラブや選手がパリFCとして引き継がれてプロクラブとして存続する一方、パリ・サンジェルマンFCはアマチュアクラブとして3部リーグからスタートすることが決定した。パリ・サンジェルマンFCがパリ社交界の著名人を味方につけて成長する一方で、パリFCは1973年にディヴィジョン・ドゥ（2部）に降格した。ディヴィジョン・アンに到達したパリ・サンジェルマンFCにスタジアムを明け渡し、パリのトップクラブとしての覇権を失ってからは凋落の一途を辿った。その後はディヴィジョン・アンとディヴィジョン・ドゥを行き来していたものの、1983年はクラブが再分割されて4部へ転落。一時は5部まで落ちた。

### 2010年代
2010-11シーズンのクープ・ドゥ・フランス9回戦では2階級上のリーグ・アンに所属するトゥールーズFCを2-1で破った。2016-17シーズンはフランス全国選手権3位となり入れ替え戦に臨んだが敗退、残留が決まっていたものの、リーグ・アンのバスティアがフランス全国選手権3（5部相当）に降格したため、繰り上げでリーグ・ドゥに昇格した。

### 2020年代
2021年12月17日、ホームにオリンピック・リヨンを迎え、クープ・ドゥ・フランス（2021年-2022年）9回戦が行われたが、ハーフタイム中にスタンドで騒動が発生して観客がピッチに乱入、試合は1-1のまま中止となった。後日、フランスサッカー連盟は両チームを失格とする処分を下した。
2024年にはLVMHのベルナール・アルノーの一族がレッドブルと共同で買収した。
2025年5月2日、FCマルティーグに引き分けたことでリーグ・ドゥ2位以上が決定。実に46年ぶりとなるリーグ・アン昇格を果たした。

## タイトル

### 国内タイトル
- フランス全国選手権：2位
  - 2015
- フランスアマチュア選手権：1回
  - 2006

### 国際タイトル
なし

## 過去の成績
| シーズン | リーグ戦           | リーグ戦 | リーグ戦 | リーグ戦 | リーグ戦 | リーグ戦 | リーグ戦 | リーグ戦 | リーグ戦 | カップ戦  | リーグ杯  |
| シーズン | ディビジョン       | 試       | 勝       | 分       | 敗       | 得       | 失       | 点       | 順位     | カップ戦  | リーグ杯  |
| -------- | ------------------ | -------- | -------- | -------- | -------- | -------- | -------- | -------- | -------- | --------- | --------- |
| 2008-09  | フランス全国選手権 | 38       | 16       | 7        | 15       | 46       | 43       | 55       | 6位      |           |           |
| 2009-10  | フランス全国選手権 | 38       | 16       | 10       | 12       | 50       | 44       | 58       | 6位      |           |           |
| 2010-11  | フランス全国選手権 | 40       | 11       | 16       | 13       | 45       | 46       | 49       | 12位     |           |           |
| 2011-12  | フランス全国選手権 | 38       | 12       | 8        | 18       | 39       | 48       | 44       | 16位     |           |           |
| 2012-13  | フランス全国選手権 | 38       | 8        | 16       | 14       | 38       | 56       | 40       | 17位     |           |           |
| 2013-14  | フランス全国選手権 | 34       | 11       | 13       | 10       | 32       | 27       | 46       | 9位      |           |           |
| 2014-15  | フランス全国選手権 | 34       | 19       | 9        | 6        | 50       | 28       | 66       | 2位      |           |           |
| 2015-16  | リーグ・ドゥ       | 38       | 4        | 18       | 16       | 32       | 51       | 30       | 20位     | 8回戦敗退 | 1回戦敗退 |
| 2016-17  | フランス全国選手権 | 34       | 15       | 9        | 10       | 30       | 18       | 54       | 3位      |           |           |
| 2017-18  | リーグ・ドゥ       | 38       | 16       | 13       | 9        | 46       | 36       | 61       | 8位      | 8回戦敗退 | 2回戦敗退 |
| 2018-19  | リーグ・ドゥ       | 38       | 17       | 14       | 7        | 36       | 22       | 65       | 4位      | 7回戦敗退 | 1回戦敗退 |
| 2019-20  | リーグ・ドゥ       | 28       | 7        | 7        | 14       | 22       | 40       | 28       | 17位     | ベスト32  | 3回戦敗退 |
| 2020-21  | リーグ・ドゥ       | 38       | 17       | 13       | 8        | 53       | 37       | 64       | 5位      | ベスト64  | 大会廃止  |
| 2021-22  | リーグ・ドゥ       | 38       | 20       | 10       | 8        | 54       | 35       | 70       | 4位      | ベスト64  | 大会廃止  |
| 2022-23  | リーグ・ドゥ       | 38       | 15       | 10       | 13       | 45       | 43       | 55       | 7位      | ベスト16  | 大会廃止  |
| 2023-24  | リーグ・ドゥ       | 38       | 16       | 11       | 11       | 49       | 46       | 59       | 5位      | ベスト32  | 大会廃止  |
| 2024-25  | リーグ・ドゥ       | 38       |          |          |          |          |          |          | 位       |           | 大会廃止  |

1. ↑  本来は降格することになったが、FCルーアンが財政難を理由に地域リーグDivision d‘Honneurへの降格処分が下されたため残留した。
2. ↑  入れ替え戦でUSオルレアン・ロワレと対戦し、2試合合計2-0で敗れたため残留が決まっていたが、SCバスティアがフランス全国選手権3に降格したため繰り上げで昇格した。

## 現所属メンバー
2024年8月23日現在
注：選手の国籍表記はFIFAの定めた代表資格ルールに基づく。
| No. | Pos. |                  | 選手名                         |
| --- | ---- | ---------------- | ------------------------------ |
| 1   | GK   | フランス         | レミー・リウー                 |
| 2   | DF   | フィンランド     | ツォーマス・オリア             |
| 4   | MF   | フランス         | ヴィンセント・マルケッティ     |
| 5   | DF   | セネガル         | ムスタファ・ムボウ             |
| 7   | FW   | フランス         | アリマミ・ゴリー ()            |
| 8   | MF   | フランス         | ロハン・ドゥーセ ()            |
| 9   | FW   | フランス         | アンディ・ペンベレ ()          |
| 10  | MF   | アルジェリア     | イラン・ケバル ()              |
| 11  | MF   | コートジボワール | ジャン=フィリップ・クラッソ () |
| 12  | FW   | マリ共和国       | ヌーハ・ディッコ ()            |
| 13  | DF   | コートジボワール | クアディオ=イヴェス・ダビラ    |
| 15  | DF   | フランス         | ティモテー・コロジエチャク ()  |
| 16  | GK   | フランス         | オベド・ヌカンバディオ ()      |
| 17  | MF   | フランス         | アダマ・カマラ ()              |
| 20  | FW   | アルジェリア     | ジュリアン・ロペス ()          |

| No. | Pos. |                    | 選手名                    |
| --- | ---- | ------------------ | ------------------------- |
| 21  | FW   | マダガスカル       | ワーレン・キャディー ()   |
| 22  | DF   | モロッコ           | ソフィアン・アラクシュ () |
| 23  | FW   | スイス             | ジョシアス・ルクンビラ () |
| 25  | DF   | フランス           | ヨアン・コレ ()           |
| 26  | FW   | セネガル           | ラマイン・ゲイ            |
| 27  | DF   | フランス           | ジュール・ゴーダン        |
| 28  | MF   | 中央アフリカ共和国 | ガブリエル・ウワレンベ () |
| 29  | FW   | フランス           | ピエール=イブ・ハメイル   |
| 30  | GK   | フランス           | トーマス・ヒムール ()     |
| 31  | DF   | フランス           | サミール・シェルギ ()     |
| 33  | DF   | フランス           | ディミトリ・クラウ ()     |
| 39  | DF   | モロッコ           | マティス・トゥレーヌ ()   |
| 99  | FW   | モロッコ           | アユーブ・ジャバリ        |
| --  | DF   | フランス           | アブバカ・ソウマホロ ()   |
| --  | DF   | フランス           | ヨアン・ヘルバシュ ()     |
| --  | DF   | フランス           | モハマドゥ・カンテ ()     |

### ローン移籍

#### in
注：選手の国籍表記はFIFAの定めた代表資格ルールに基づく。
| No. | Pos. |          | 選手名                                          |
| --- | ---- | -------- | ----------------------------------------------- |
| --  | DF   | フランス | モハマドゥ・カンテ (ウエストハム・ユナイテッド) |

## 歴代監督
- ジャン・ジョルカエフ 1972
- ロジェ・ルメール 1979-1981
- パトリック・パリゾン 2004
- ジャン＝マルク・ピロリエ 2004-2007
- ジャン＝ギー・ワレメ 2007-2008
- ジャン＝マルク・ピロリエ 2008-2009
- ジャン＝リュク・ヴァンヌッチ 2009-2011
- アラン・エムボマ 2011-2012
- オリヴィエ・ギユー 2012-2012.10
- アレクサンドル・モニエ 2012.10-2013.2
- ガストン・ディアメ 2013.2-6
- クリストフ・テーヌ 2013.7-2015
- デニス・ルノー 2015
- ジャン・リュック・ヴァスール 2015-2016
- レジナル・レイ 2016-2017
- ファビアン・メルカダル 2017-2018
- メフメド・バジダレヴィッチ 2018-2019
- ステファン・ジリ（英語版）2019-2020
- ルネ・ジラール 2020-2021
- ティエリ・ローリー（英語版）2021-2023

## 歴代所属選手
- ドラゴスラヴ・シェクララツ 1975-1976
- モルデハイ・シュピーグラー 1972-1973
- ジャン・ジョルカエフ 1972-1974
- バカリ・コネ 2016